# Collectie Catteau
De collectie Catteau is de referentieverzameling voor het oeuvre van keramiekontwerper Charles Catteau, in het bijzonder van de productie onder Boch Keramis. De verzameling bestaat uit meer dan 800 vazen verzameld door Marcel Stal en Claire De Pauw en getuigt van de rijke geschiedenis van art deco in België.

## Achtergrond
De verzameling kwam tot stand door Stal en De Pauw. Stal was een Brussels kunsthandelaar die het tijdens de Tweede Wereldoorlog opnam voor kunstenaars zoals Louis Van Lint, Roal d'Haes, Maurice Wyckaert en Serge Vandercam. Daarnaast ontwikkelde Stal een grote liefde voor het aardewerk naar ontwerp van Catteau. Door het uitbundig en weelderig kleurgebruik in de ontwerpen die Charles Catteau maakte voor Boch Keramis ontstaat een verband met de vazen en de overige werken in hun privéverzameling, voornamelijk opgebouwd uit werken in de Cobrastijl.

## De verzameling vandaag
In 1999 werd de verzameling door Stal en De Pauw geschonken aan de Koning Boudewijnstichting. De stichting gaf meerdere stukken in bruikleen aan de Koninklijke Musea voor Kunst en Geschiedenis in Brussel en bracht het merendeel van de collectie onder in de voormalige Manufactuur Boch te La Louvière.